# The Show Must Go On (Queen)
The Show Must Go On è un singolo del gruppo musicale britannico Queen, pubblicato il 14 ottobre 1991 come quinto estratto dal quattordicesimo album in studio Innuendo.
Il brano fu pubblicato come singolo per promuovere la raccolta Greatest Hits II, sei settimane prima che Freddie Mercury morisse. Dopo la morte del cantante divenne un successo mondiale.

## Descrizione
Attribuita generalmente all'intera band, il brano è stato scritto principalmente da Brian May e racconta lo sforzo di Freddie Mercury che continua a esibirsi nonostante si avvicini alla fine della sua vita, sebbene la sua diagnosi di HIV non sia stata ancora resa pubblica nonostante le continue speculazioni dei media che affermavano in quel periodo che fosse gravemente malato. Infatti nel 1990, quando Mercury dovette registrare il brano, May era dubbioso sul fatto che fosse fisicamente in grado di cantarlo. Ricordando la performance di Mercury, Brian affermòː «Dissi, "Fred, non so se si riesce a cantarla". E lui disse: "Lo farò, cazzo, tesoro" – bevve vodka – ed entrò e fece una performance perfetta, eseguendo alla grande la sua parte vocale».
The Show Must Go On è stato eseguito per la prima volta dal vivo il 20 aprile 1992, durante il Freddie Mercury Tribute Concert, dai tre componenti rimanenti dei Queen insieme a Elton John alla voce e Tony Iommi alla chitarra ritmica. Esecuzioni successive del brano avvennero durante i concerti dei Queen + Paul Rodgers e dei Queen + Adam Lambert.

## Video musicale
Il video è un collage di altri tratti dalla videografia del gruppo alternati a concerti e altri loro momenti che vanno dal 1981 al 1991. Questa scelta fu dettata dalla salute di Mercury, che ai tempi si trovava nelle ultime sei settimane di vita; il cantante aveva già registrato il suo ultimo video il 31 maggio 1991, quello di These Are the Days of Our Lives, e da allora le sue condizioni fisiche erano peggiorate.

## Tracce
CD singolo (Germania, Regno Unito)
1. The Show Must Go On – 4:36 (Queen)
2. Keep Yourself Alive – 3:48 (Brian May)
3. Queen Talks – 1:46
4. Body Language – 4:32 (Freddie Mercury)

CD maxi-singolo (Regno Unito) – Special Collectors' CD Box
1. The Show Must Go On – 4:34 (Queen)
2. Now I'm Here – 4:14 (Brian May)
3. Fat Bottomed Girls – 4:14
4. Las palabras de amor (The Words of Love) – 4:31 (Brian May)

7" (Germania, Regno Unito), MC (Australia, Francia, Regno Unito)
- Lato A

1. The Show Must Go On – 4:36 (Queen)

- Lato B

1. Keep Yourself Alive – 3:47 (Brian May)

12" (Germania, Regno Unito)
- Lato A

1. The Show Must Go On – 4:31 (Queen)
2. Las palabras de amor (The Words of Love) – 4:30 (Brian May) – assente nell'edizione britannica

- Lato B

1. Keep Yourself Alive – 3:46 (Brian May)
2. Queen Talks – 1:44

## Formazione
Gruppo
- Freddie Mercury – voce principale
- Brian May – chitarra, tastiera, programmazione, armonie, voce
- John Deacon – basso
- Roger Taylor – batteria, armonie, voce

Altri musicisti
- David Richards – programmazione

Produzione
- Queen – produzione
- David Richards – produzione, ingegneria del suono
- Kevin Metcalf – mastering

## Classifiche
| Classifica (1991/92) | Posizione massima |
| -------------------- | ----------------- |
| Belgio (Fiandre)     | 22                |
| Finlandia            | 15                |
| Francia              | 2                 |
| Germania             | 7                 |
| Irlanda              | 17                |
| Italia               | 10                |
| Nuova Zelanda        | 20                |
| Paesi Bassi          | 6                 |
| Regno Unito          | 16                |
| Svezia               | 30                |
| Svizzera             | 11                |

## Cover
- Elton John cantò la canzone insieme ai tre restanti membri dei Queen il 20 aprile 1992 durante il Freddie Mercury Tribute Concert e, successivamente (sempre insieme alla band), il 17 gennaio 1997 al Théâtre National de Chaillot, a Parigi; in quest'occasione era presente anche John Deacon, in quella che fu la sua ultima esibizione con la band. Nel 1999 quest'ultima versione fu inserita nel disco Greatest Hits III e nella relativa VHS Greatest Flix III.
- È stata spesso eseguita da Céline Dion durante il suo Taking Chances Tour nel 2008/2009. Il 20 maggio 2016 la cantante ha pubblicato una versione studio del brano come singolo.
- Fa parte della colonna sonora del musical cinematografico Moulin Rouge!, in cui viene cantata dagli attori Nicole Kidman e Jim Broadbent.
- Analogamente a quanto accadde a Freddie Mercury, The Show Must Go On fu una delle ultime canzoni cantate dal francese Grégory Lemarchal, che ne realizzò una cover poco prima di morire.
- Il gruppo heavy metal tedesco Metalium incluse una cover del brano nell'album Nothing to Undo - Chapter Six (2007)
- Nel 2010 il brano fu inciso dal gruppo giapponese Liv Moon nell'album Covers - Scream as a Woman.